# Славобоже
 Тази статия е за селото в Полша.  За общината вижте Славобоже (община).  
Славобоже (на полски: Sławoborze, [swavɔˈbɔʐɛ]) е село в Западнопоморското войводство, северозападна Полша, административен център на община Славобоже в Швидвински окръг. Населението му е около 1 900 души (2012).
Разположено е на 48 метра надморска височина в Средноевропейската равнина, на 13 километра северно от Швидвин и на 92 километра североизточно от Шчечин. Селището се споменава за пръв път през 1291 година под името Щолценберг. След Втората световна война предимно немското му население е изселено и в селото се установяват поляци.